# マキキ聖城教会
マキキ聖城基督教会（マキキせいじょうきりすときょうかい、英: Makiki Christian Church）は、ハワイ州ホノルルにあるキリスト教会である。

## 概要
アメリカ合衆国ハワイ州のオアフ島ホノルル市ペンサコラ通りにあるプロテスタント教会である。ハワイへ移住した日本人牧師である奥村多喜衛によって1904年に開かれ、現在の教会建築は1932年に建てられた。外観は、奥村が高知県出身であることにちなみ高知城天守を模している。
現在も多くの日本人が訪れている。また、ハワイ・リバイバル・ミッションにも協力しており、新城教会からも信徒が集まっている。

## 歴史
高知県出身で、大阪教会の宮川経輝から受洗し、同志社神学校を卒業した奥村多喜衛が、1894年にハワイ伝道会社の宣教師募集に応じてハワイに渡り、開拓伝道に着手した。日系移民の信徒は増えていき、1932年に会堂が完成した。
太平洋戦争で多くの日系移民が迫害を受けたが、それでも教会は弾圧に屈しなかった。戦後も信徒は増えていき、白人移民の信徒も増え始めた。この教会の教会員だった日系人の本山ジュリア春江は、後に日本へ渡航し、長老派、バプテストのクリスチャンと福音交友会を結成し、京都、泉州、奈良の開拓伝道を始めた。
1983年には、本山ジュリア春江が開拓した福音交友会岸和田聖書教会で牧師をしていた黒田朔が現在の牧師として招かれている。
2012年、黒田朔が清和女子中学校・高等学校に校長として就任、後に具志堅聖が牧師として招かれるが、2017年6月に退職した。
現在の牧師はウェイン・イバラ（英語）と藤浪義孝（日本語）。